# Реакція Воля — Ціглера
Реакція Воля — Циглера (англ. Wohl — Ziegler bromination) — алільне радикальне бромування олефінів у γ-положення дією N-бромамідів (N-бромсукцинімід, N-бромацетамід і т. п.) в інертних розчинниках.
>C=CR–CHR2 → >C=CR–CBrR2
Вперше описана Альфредом Волем в роботі, названа за його іменем та іменем К. Циглера.
Приклад реакції — синтез 4-бромогептену-2 :
Реакція йде по ланцюговому радикальному механізму, для ініціювання реакції потрібні слідові кількості HBr, що містяться в N-броміміді:
{\displaystyle {\mathsf {(RCO)_{2}NBr+HBr\rightarrow (RCO)2NH+Br_{2}}}}
{\displaystyle {\mathsf {Br_{2}\rightarrow 2Br\cdot }}}
{\displaystyle {\mathsf {RCH_{2}CH{\text{=}}CH_{2}+Br\cdot \rightarrow RCH^{\cdot }CH{\text{=}}CH_{2}+HBr}}}
{\displaystyle {\mathsf {RCH^{\cdot }CH{\text{=}}CH_{2}+Br_{2}\rightarrow RCHBrCH{\text{=}}CH_{2}+Br\cdot }}}